# 应用程序商店

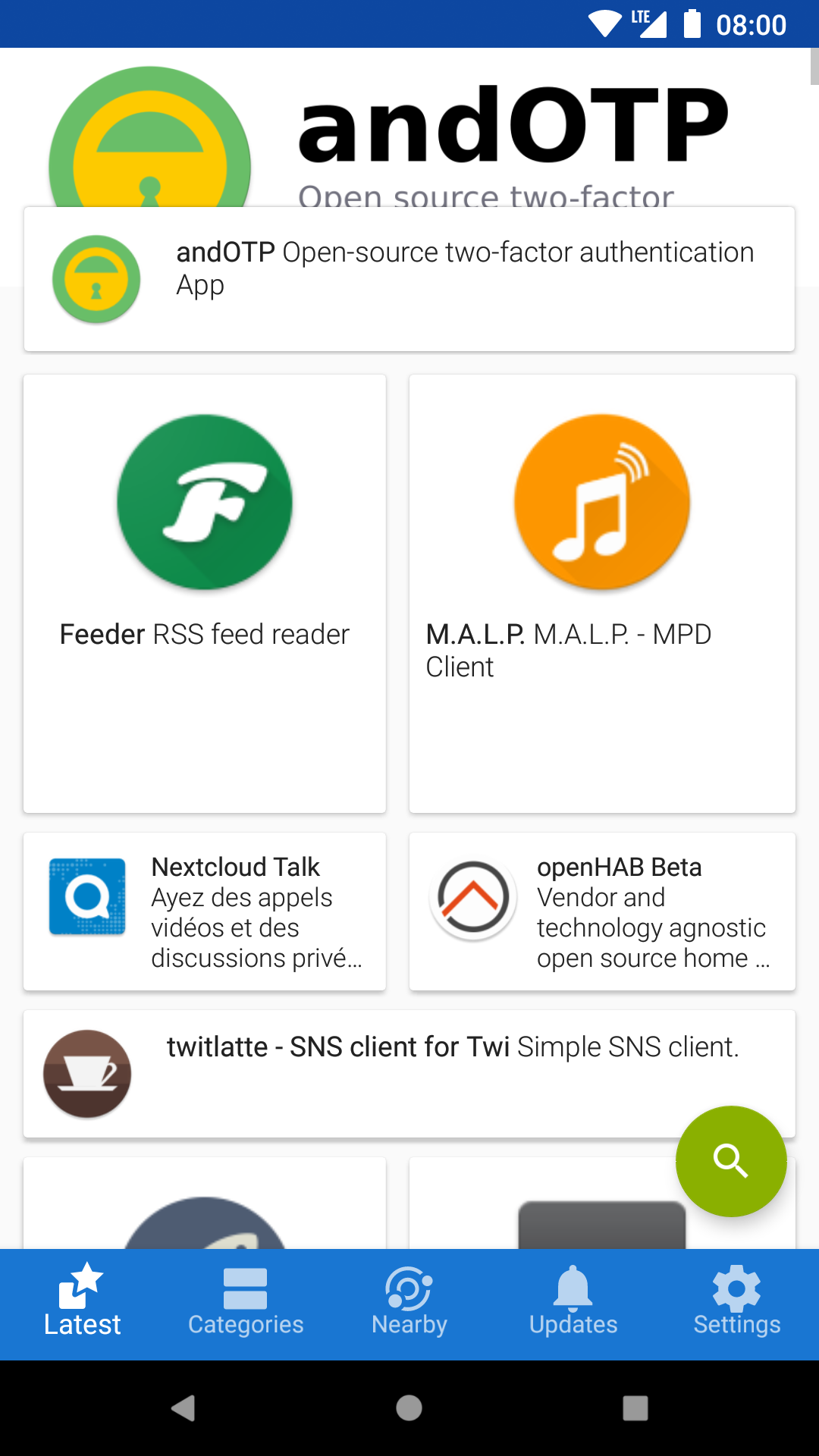
图中为F-Droid，一个Android开源软件应用商店

应用程序商店（或应用程序市场）是一种应用程序（App）软件数字发行平台，且多用于移动端。
现今，应用程序商店通常按操作系统分类，如iOS应用市场、macOS应用市场、Windows Phone应用市场、Android应用市场等。但过去，移动运营商有自己的应用程序及媒体门户。

## 应用商店示例
- App Store － iOS程序应用市场
- Mac App Store － macOS程序应用市场
- Google Play － Android程序媒体市场
- Amazon App Store - FireOS程序应用市场
- Xbox Games Store - Xbox游戏商店
- eShop - Nintendo Switch商店
- PlayStation Store - PlayStation媒体市场
- Steam - Valve数字内容平台
- Epic Games Store - Epic Games数字游戏商店
- Windows Phone Store － Windows Phone程序应用市场
- Microsoft Store － Microsoft Windows程序应用市场
- BlackBerry App World － BlackBerry程序应用市场
- Ubuntu 軟體中心 － Ubuntu应用市场
- 三星Galaxy Store （页面存档备份，存于）